# Драга (Тутин)
Драга је насеље у Србији у општини Тутин у Рашком округу. Према попису из 2022. било је 820 становника.

## Демографија
У насељу Драга живи 619 пунолетних становника, а просечна старост становништва износи 30,0 година (29,8 код мушкараца и 30,2 код жена). У насељу има 196 домаћинстава, а просечан број чланова по домаћинству је 4,85.
Ово насеље је великим делом насељено Бошњацима (према попису из 2002. године), а у последња три пописа, примећен је пораст у броју становника.
|  |

| Демографија | Демографија | Демографија |
| Година      | Становника  | Становника  |
| ----------- | ----------- | ----------- |
| 1948.       | 978         |             |
| 1953.       | 1.084       |             |
| 1961.       | 1.146       |             |
| 1971.       | 1.069       |             |
| 1981.       | 1.220       |             |
| 1991.       | 1.357       | 1.312       |
| 2002.       | 950         | 1.412       |

| Етнички састав према попису из 2002.‍ | Етнички састав према попису из 2002.‍ | Етнички састав према попису из 2002.‍ | Етнички састав према попису из 2002.‍ | Етнички састав према попису из 2002.‍ |
| ------------------------------------ | ------------------------------------ | ------------------------------------ | ------------------------------------ | ------------------------------------ |
|                                      |                                      |                                      |                                      |                                      |
| Бошњаци                              | Бошњаци                              |                                      | 923                                  | 97,15%                               |
| Муслимани                            | Муслимани                            |                                      | 25                                   | 2,63%                                |
| непознато                            | непознато                            |                                      | 2                                    | 0,21%                                |

| Година пописа     | 1948. | 1953. | 1961. | 1971. | 1981. | 1991. | 2002. |
| ----------------- | ----- | ----- | ----- | ----- | ----- | ----- | ----- |
| Број домаћинстава | 136   | 147   | 158   | 154   | 179   | 213   | 196   |

| Број чланова      | 1  | 2  | 3  | 4  | 5  | 6  | 7  | 8  | 9 | 10 и више | Просек |
| ----------------- | -- | -- | -- | -- | -- | -- | -- | -- | - | --------- | ------ |
| Број домаћинстава | 14 | 21 | 19 | 28 | 37 | 30 | 26 | 13 | 6 | 2         | 4,85   |

| Пол    | Укупно | Неожењен/Неудата | Ожењен/Удата | Удовац/Удовица | Разведен/Разведена | Непознато |
| ------ | ------ | ---------------- | ------------ | -------------- | ------------------ | --------- |
| Мушки  | 319    | 133              | 174          | 9              | 3                  | 0         |
| Женски | 370    | 149              | 191          | 27             | 3                  | 0         |
| УКУПНО | 689    | 282              | 365          | 36             | 6                  | 0         |

| Пол    | Укупно                    | Пољопривреда, лов и шумарство | Рибарство                            | Вађење руде и камена | Прерађивачка индустрија       |
| ------ | ------------------------- | ----------------------------- | ------------------------------------ | -------------------- | ----------------------------- |
| Мушки  | 151                       | 108                           | 0                                    | 1                    | 14                            |
| Женски | 77                        | 65                            | 0                                    | 0                    | 0                             |
| УКУПНО | 228                       | 173                           | 0                                    | 1                    | 14                            |
| Пол    | Производња и снабдевање   | Грађевинарство                | Трговина                             | Хотели и ресторани   | Саобраћај, складиштење и везе |
| Мушки  | 1                         | 1                             | 5                                    | 2                    | 9                             |
| Женски | 0                         | 0                             | 2                                    | 0                    | 0                             |
| УКУПНО | 1                         | 1                             | 7                                    | 2                    | 9                             |
| Пол    | Финансијско посредовање   | Некретнине                    | Државна управа и одбрана             | Образовање           | Здравствени и социјални рад   |
| Мушки  | 0                         | 0                             | 1                                    | 7                    | 0                             |
| Женски | 0                         | 0                             | 0                                    | 2                    | 2                             |
| УКУПНО | 0                         | 0                             | 1                                    | 9                    | 2                             |
| Пол    | Остале услужне активности | Приватна домаћинства          | Екстериторијалне организације и тела | Непознато            | Непознато                     |
| Мушки  | 0                         | 0                             | 0                                    | 2                    | 2                             |
| Женски | 0                         | 1                             | 0                                    | 5                    | 5                             |
| УКУПНО | 0                         | 1                             | 0                                    | 7                    | 7                             |